# Monte Harmston
El monte Harmston es una montaña en la isla de Vancouver, Columbia Británica, Canadá, situada a 330 kilómetrosal suroeste de Courtenay y 30 km (19 millas) al norte de El Pilar Rojo. 
El monte Harmston es parte de las cordilleras de la isla de Vancouver, que a su vez forman parte de las montañas insulares.

## Historia
El monte Harmston lleva el nombre de la familia Harmston, los primeros pobladores del valle de Comox. Se instalaron en más de 200 hectáreas a principios de diciembre de 1862, procedentes de Lincolnshire, Inglaterra.